# Brill Cagliari 1969-1970
Nella stagione 1969-1970, la Brill Cagliari ha disputato il campionato di Serie A Nazionale,  massimo livello del Basket italiano, per la prima volta nella sua storia.
Concluse il campionato all' ultimo posto, retrocedendo in Serie B dopo un solo anno con appena tre vittorie all' attivo.
L'ultima di queste, avvenne all'ultima giornata di campionato contro la Virtus Bologna a Cagliari, il 12 aprile 1970. Lo stesso giorno, il Cagliari Calcio, all'epoca U.S. Cagliari, conquistava il suo primo scudetto. 81-77 il risultato finale di quell'incontro.
In Coppa Italia venne eliminata negli ottavi di finale.

## Roster
|    | Naz.                   | Ruolo | Sportivo           | Anno | Alt. | Peso |  |
| -- | ---------------------- | ----- | ------------------ | ---- | ---- | ---- |  |
| ?  | Italia (bandiera)      | C     | Stefano Albanese   |      | 184  |      |  |
| 4  | Italia (bandiera)      |       | Angelo Pulin       |      |      |      |  |
| 5  | Italia (bandiera)      | G     | Antonio Frigerio   |      |      |      |  |
| 6  | Italia (bandiera)      |       | Natalini           |      |      |      |  |
| 8  | Italia (bandiera)      | A     | Mario Vascellari   |      | 193  |      |  |
| 10 | Italia (bandiera)      | G     | Alberto Pedrazzini |      | 194  |      |  |
| 11 | Italia (bandiera)      | A     | Giuseppe Correddu  |      | 184  |      |  |
| 12 | Italia (bandiera)      | C     | Claudio Velluti    |      |      |      |  |
| 13 | Italia (bandiera)      |       | Roberto Raffaele   |      |      |      |  |
| 14 | Italia (bandiera)      |       | Piero Rigucci      |      |      |      |  |
| 15 | Italia (bandiera)      | A     | Sandro Spinetti    |      | 190  |      |  |
| 20 | Stati Uniti (bandiera) | C     | Greg Howard        |      | 206  |      |  |